# Corteva
Corteva ist ein international tätiges Saatgut- und Agrarchemieunternehmen mit Sitz in Midland in den Vereinigten Staaten. Das Unternehmen entstand 2019 als Ausgründung der DowDuPont Inc. Das Saatgut wird unter der Marke Pioneer vertrieben.

## Geschichte

### Vorgeschichte
Zum 1. September 2017 fusionierten die beiden Chemieunternehmen Dow Chemical und E. I. du Pont de Nemours and Company mit dem Ziel, das Unternehmen in die drei Geschäftsbereiche Agriculture (Agrarchemikalien), Materials Science (Kunststoffe) und Specialty Products (Spezialchemikalien) zusammenzufassen und als jeweils eigenständiges Unternehmen auszugründen.

### Corteva
Die Corteva entstand am 3. Juni 2019 als Abspaltung des Geschäftsbereichs Agriculture der DowDuPont. Dabei erhielt jeder Aktionär der DowDuPont pro drei gehaltener Aktien eine Corteva-Aktie.